# Vlag van Buggenhout
De vlag van Buggenhout werd door de gemeenteraad op 19 maart 1990 officieel vastgesteld als de gemeentelijke vlag van de Oost-Vlaamse gemeente Buggenhout. Op 12 mei 1992 werd hij door het Bestuur van Vlaanderen bevestigd en uiteindelijk gepubliceerd op 4 januari 1995 in het officiële Belgisch Staatsblad.
Officieel wordt de vlag beschreven als:
Twee even lange banen van blauw en van geel, met op het midden een schild, gedeeld 1. wit met vijf rode aanstotende ruiten, schuinbalksgewijze geplaatst 2. zwart met een witte dubbelstaartige leeuw, geel gekroond, geklauwd en getongd.
Het wapen op de vlag van Buggenhout vertegenwoordigt de twee delen van de gemeente, Opdorp en Buggenhout.

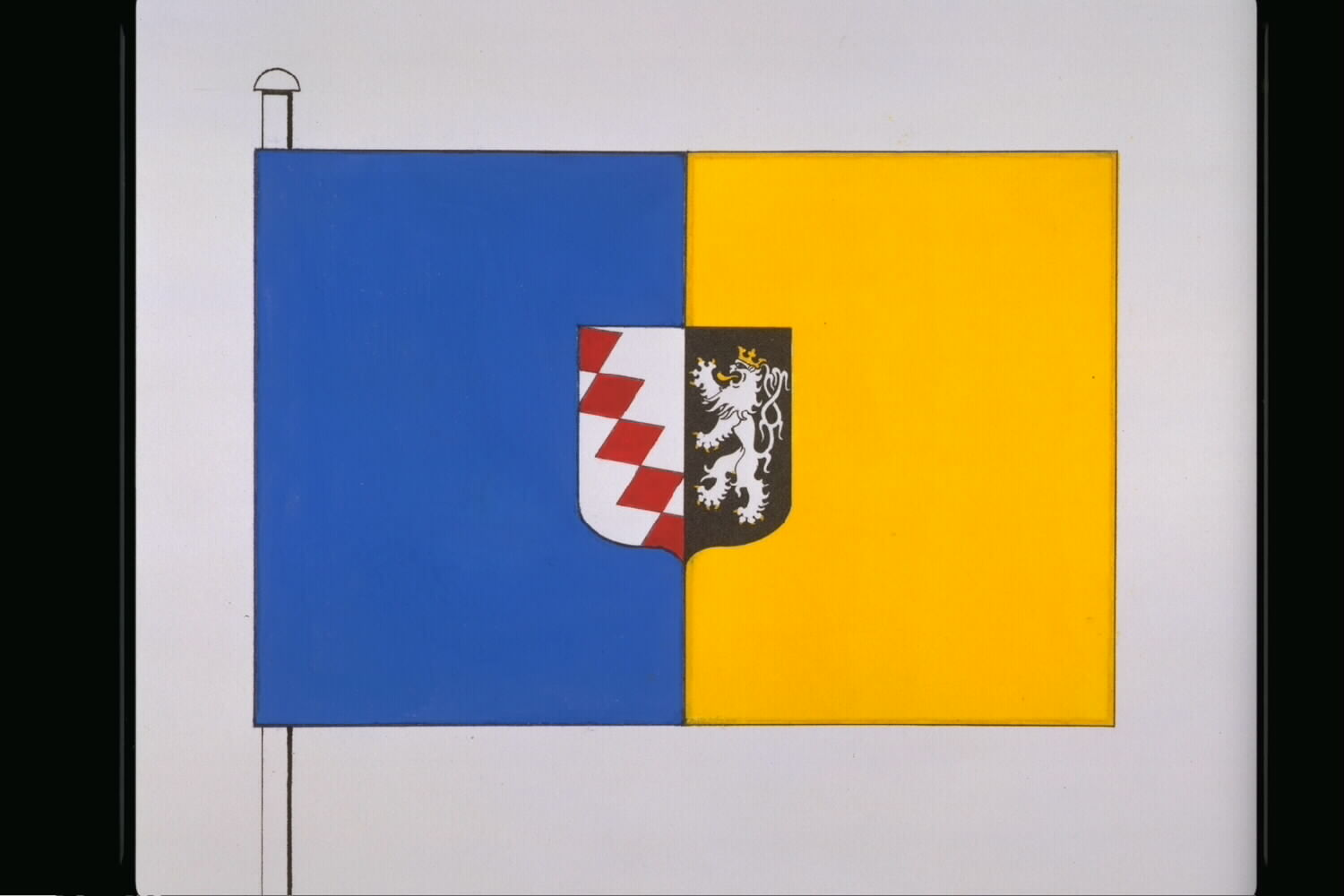
Officiële tekening van de vlag